# Wilca
Wilca (en ortografia quechua: Willka) es un sitio arqueológico en Perú. Está situado en la Región Amazonas, provincia de Utcubamba, en el este del distrito de Cajaruro, bajo las montañas de la quebrada Comboca cerca de la frontera con la provincia de Bongará.
Es uno de los sitios más importantes de Utcubamba. El sitio está conformado por estructuras de forma circulares construido con lajas de roca. Los muros llegan a alcanzar 8 metros de altura.
El sitio arqueológico de Wilca se encuentra ubicado en el extremo norte del distrito de Cajaruro se accede a este mediante una caminata de unas 4 horas, el lugar se encuentra en una zona montañosa a los pies de estas las cuales se elevan por casi 1000 metros, su particularidad es que se encuentra rodeado por una vegetación montana con árboles de hasta 30 metros de alto con lluvias la mayor parte del año. 
El sitio consiste de alrededor 63 terrazas con algunas alcanzado hasta los 8 metros de altura las cuales se encuentran cimentadas en la roca madre esto debido que presenta una inclinación de hasta 60° en la ladera, al interior de estas terrazas se evidencia construcciones circulares y algunas de están aún conservan su enlucido una particularidad digna de resaltar debido a que el clima es bastante adverso, las terrazas también presentan cornisas o bolados, de unos 50 cm fuera de muro constructivo lo que indica un conocimiento pleno de las condiciones del lugar. El sitio comparte muchas características con los sitios arqueológicos del sur, presentando un pequeño muro de acceso que delimita las zonas de cultivo en la parte baja del valle. 
En la prospección no se logró encontrar rutas de acceso tampoco se logró encontrar acceso a las terrazas, algo particularmente extraño, todo indica que el acceso a este pequeño asentamiento se realizaba por la parte más alta, al acceso al agua si se logró identificar, esta era tomada de la parte baja del valle ya que se encuentra una quebrada. 
Con relación al valle de comboca, se puede decir que este fue diseñado, debido a lo angosto del valle este presenta una amplia presencia de rocas minúsculas, pero en algunos sectores se identificó que estos fueron limpiados y con ellos se construyeron algunos andenes, así nivelando el terreno y hicieron más fácil la labor agraria. El valle de comboca presenta también diversas construcciones con características circulares, asociados a estas se presenta andenes que van desde la parte baja del valle hasta la parte más alta. 
El valle presenta particularidades únicas ya que el río que discurre por este tiene contacto directo con la zona de Yambrasbamba, y finalmente conectando la zona de Pomacochas, en la parte alta del Utcubamba. Debido a nuestras prospecciones descartamos un camino siguiendo el curso de este río lo que nos hace suponer que las personas que vivían en la zona, posiblemente tenían rutas por la parta montañosa del lugar y también tenían contacto con la parte baja del Utcubamba, el actual Aserradero Y Los Patos, donde también encontramos una abundancia de sitios arqueológicos.